# Prosetín (ort i Tjeckien, Pardubice)
Prosetín är en ort i Tjeckien.   Den ligger i regionen Pardubice, i den centrala delen av landet, 110 km öster om huvudstaden Prag. Prosetín ligger 418 meter över havet och antalet invånare är 791.
Terrängen runt Prosetín är platt åt nordost, men åt sydväst är den kuperad. Terrängen runt Prosetín sluttar norrut. Runt Prosetín är det ganska tätbefolkat, med 60 invånare per kvadratkilometer. Närmaste större samhälle är Chrudim, 17,5 km nordväst om Prosetín. Omgivningarna runt Prosetín är en mosaik av jordbruksmark och naturlig växtlighet.